# Curetis brunnescens
Curetis brunnescens är en fjärilsart som beskrevs av Ribbe 1926. Curetis brunnescens ingår i släktet Curetis och familjen juvelvingar. Inga underarter finns listade i Catalogue of Life.